# Romanzado
Romanzado è un comune spagnolo di 157 abitanti situato nella comunità autonoma della Navarra.